# François-Louis Bourdon

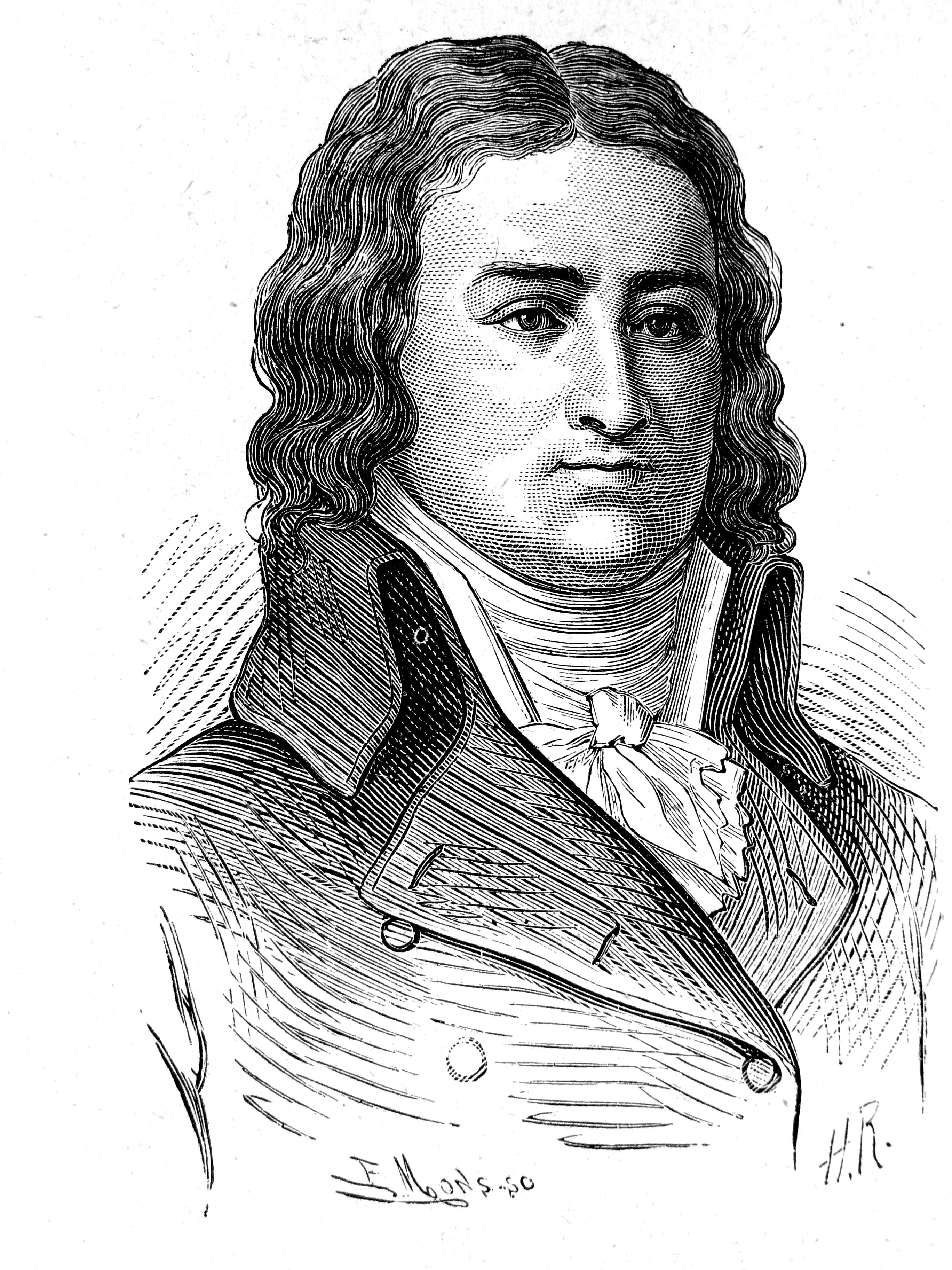
François-Louis Bourdon.

François-Louis Bourdon, kallad Bourdon de l'Oise, född den 11 januari 1758 i Rouy-le-Petit (departementet Oise), död den 2 juli 1798 i Cayenne, var en fransk revolutionsman.
Bourdon var prokurator i Paris, när den stora revolutionen utbröt. Han deltog i stormningen av Tuilerierna (10 augusti 1792) och kom, genom att falskeligen begagna sig av Bourdon de la Crosnières namn, in i nationalkonventet, där han tillhörde Dantons parti. Burdon yrkade lidelsefullt på Ludvig XVI:s avrättning och bidrog verksamt till girondisternas störtande, men mildrade efter Dantons avrättning sin jakobinska iver, medverkade till Robespierres störtande och uppträdde efter 1794 som prästernas och adelsmännens beskyddare. Han kom in i "de femhundrades råd" och var en bland de för rojalistiska stämplingar anklagade deputerade, som efter statskuppen 18 fructidor (4 september 1797) blev deporterade till Cayenne, där han dog.